# Novas Forças da Facção Tigre
Novas Forças da Facção Tigre (em inglês:  Tiger Faction New Forces, abreviação: TFNF, também chamada de Tiger Faction ou The Tigers)  foi uma milícia shilluk que participou da Guerra Civil Sul-Sudanesa com o objetivo de reverter a divisão do Sudão do Sul em 28 (posteriormente 32) estados a fim de restaurar o território do Reino de Shilluk de acordo com suas fronteiras de 1956.  Liderado por Yoanis Okiech, a milícia originalmente se separou do Exército de Libertação do Povo do Sudão (Sudan People's Liberation Army, SPLA) no final de outubro de 2015 e posteriormente iniciou uma insurgência contra o governo do Movimento Popular de Libertação do Sudão. No decorrer de 2016, no entanto, também entrou em conflito com os rebeldes do Movimento Popular de Libertação do Sudão na Oposição, levando a combates entre rebeldes que resultaram na morte de Okiech e na destruição do grupo em janeiro de 2017.